# Keith Powers
Keith Powers (Sacramento, California; 22 de agosto de 1992) es un actor estadounidense. Él es conocido por sus participaciones en Straight Outta Compton, The New Editon History y Famous in Love.

## Primeros años
Powers nació en Sacramento, California, de Jennifer Clark (anteriormente Powers) y Keith Powers, Sr., el mayor de una familia de cuatro hijos. Comenzó a modelar a los 9 años, influenciado por su madre, pero desarrolló una pasión por el deporte. Jugó al fútbol como receptor abierto en Sheldon High School.

## Vida personal
Powers ha estado en una relación con la actriz y cantante Ryan Destiny desde finales de 2017.

## Carrera
Después de graduarse de la escuela secundaria en 2010, se mudó a Los Ángeles con su padre para enfocarse en el modelado, firmando con  Wilhelmina Agency. Caminó por Calvin Klein en la Semana de la Moda Masculina 2014 en Milán, modelada en Sears y anuncios de JCPenny, hicieron una portada para Skechers, y se convirtieron en la cara de  Aéropostale. [cita requerida]

## Filmografía
| Año       | Título                           | Rol                    | Notas                                                 |
| --------- | -------------------------------- | ---------------------- | ----------------------------------------------------- |
| 2013      | Pretty Little Liars              | Stringer Guy           |                                                       |
| 2013      | House Party: Tonight's the Night | Quentin                | Papel principal                                       |
| 2014–2015 | Faking It                        | Theo                   | Papel recurrente (temps. 1 & 2)                       |
| 2015      | Sin City Saints                  | LaDarius Pope          | Papel principal                                       |
| 2015      | Straight Outta Compton           | Tyree                  | Biopic based on the Hip-Hop group NWA                 |
| 2015      | Fear the Walking Dead            | Calvin                 |                                                       |
| 2016      | Recovery Road                    | Zach                   | Papel principal                                       |
| 2016      | Asterisk                         | Travis Downes          | Cortometraje                                          |
| 2017      | The New Edition Story            | Ronnie DeVoe           | Biopic based on the R&B group New Edition             |
| 2017      | Let's Just Be Friends            | Reggie Helms           | Cortometraje                                          |
| 2017      | #RealityHigh                     | Cameron Drake          | Papel principal                                       |
| 2017–2018 | Famous in Love                   | Jordan Wilder          | Papel principal                                       |
| 2017      | Wild 'N Out                      | Él mismo               | (guest) Also with the cast of "The New Edition Story" |
| 2017      | Before I Fall                    | Patrick                |                                                       |
| 2017      | Tales                            | Amari "Gutta" Anderson | Papel principal                                       |